# Homofonia
 (septembre 2017).
Homofonia est un talk show polonais diffusé entre 2006 et 2008, le premier consacré aux thèmes LGBT en Pologne.

## Histoire
L'émission est diffusée pour la première fois le 4 octobre 2006, sur la chaîne télévisée interactive iTV. Hebdomadaire, elle passait le mercredi à 23 h 30.
Elle recevait des invités qui venait parler de sujets spécifiques aux LGBT, comme le sécurisexe ou les rencontres en ligne, dans la volonté de couvrir aussi bien les sujets sérieux que légers. Les invités étaient des militants LGBT, comme Krystian Legierski ou Robert Biedroń.
L'émission ouvrait aussi son antenne aux personnes souhaitant apporter leur témoignage.
Malgré son horaire tardif, l'émission était la cible de campagnes de dénigrement homophobes, et a fini par s'arrêter en 2008.